# Villagatón
Villagatón – gmina w Hiszpanii, w prowincji León, w Kastylii i León, o powierzchni 167,06 km². W 2011 roku gmina liczyła 638 mieszkańców.